# 荒川村 (新潟県)
荒川村（あらかわむら）は、かつて新潟県北蒲原郡にあった村。

## 沿革
- 1889年（明治22年）4月1日 - 町村制施行に伴い北蒲原郡荒川村、上中山村が合併し、荒川村が発足。
- 1901年（明治34年）11月1日 - 北蒲原郡松浦村と合併し、松浦村を新設して消滅。